# گل‌سپاسی برفی
گل‌سپاسی برفی (نام علمی: Gentiana nivalis) نام یک گونه از سرده گل‌سپاسی است.